# Nicolette Scorsese
Nicolette Scorsese (* 6. Januar 1954) ist eine US-amerikanische Schauspielerin.

## Leben
Scorsese begann ihre Karriere zunächst als Fotomodell. Ihre erste Fernsehrolle hatte sie 1985 in der Actionserie Das A-Team. Ihr Spielfilmdebüt erfolgte im darauf folgenden Jahr im B-Movie-Horror-Thriller Velvet Dreams – Wenn Träume tödlich enden. Ihre bekannteste Rolle spielte sie 1989 im Weihnachtsklassiker Schöne Bescherung als Dessousverkäuferin Mary.
In den 1990er Jahren war sie in einigen Episodenrollen zu sehen, darunter New York Cops – NYPD Blue und Emergency Room – Die Notaufnahme. Zudem spielte sie eine kleine Rolle in Jennifer Chambers Lynchs Thriller Boxing Helena an der Seite von Julian Sands, Bill Paxton und Art Garfunkel.
Scorsese war zeitweise mit Antonio Sabato junior und Sean Penn liiert. Sie ist nicht mit Martin Scorsese verwandt.

## Filmografie (Auswahl)

### Fernsehen
- 1985: Das A-Team (The A-Team)
- 1994: L.A. Law – Staranwälte, Tricks, Prozesse (L.A. Law)
- 1995: New York Cops – NYPD Blue (NYPD Blue)
- 1995: Emergency Room – Die Notaufnahme (ER)

### Film
- 1988: Velvet Dreams – Wenn Träume tödlich enden (Perfect Victims)
- 1989: Schöne Bescherung (National Lampoon’s Christmas Vacation)
- 1993: Zwei Asse im Schnee (Aspen Extreme)
- 1993: Boxing Helena